# Dima Khatib
Pour les articles homonymes, voir Khatib.
Dima Khatib, en arabe : ديمة الخطيب, née le 14 juillet 1971 à Damas , est une journaliste, blogueuse, écrivaine, poète, et traductrice syrienne d'origine palestinienne. Elle est la directrice générale d'AJ+, un service d'actualité numérique en 4 langues, lancé par Al Jazeera Media Network à San Francisco, aux États-Unis.
Elle est actuellement la seule femme de direction au sein du groupe Al Jazeera et l'une des rares femmes leaders dans la sphère médiatique arabe. Dima Khatib est née à Damas d'une mère syrienne et d'un père palestinien. Elle parle huit langues.

## Source de la traduction
- (en) Cet article est partiellement ou en totalité issu de l’article de Wikipédia en anglais intitulé « Dima Khatib » (voir la liste des auteurs).